# Bateleur

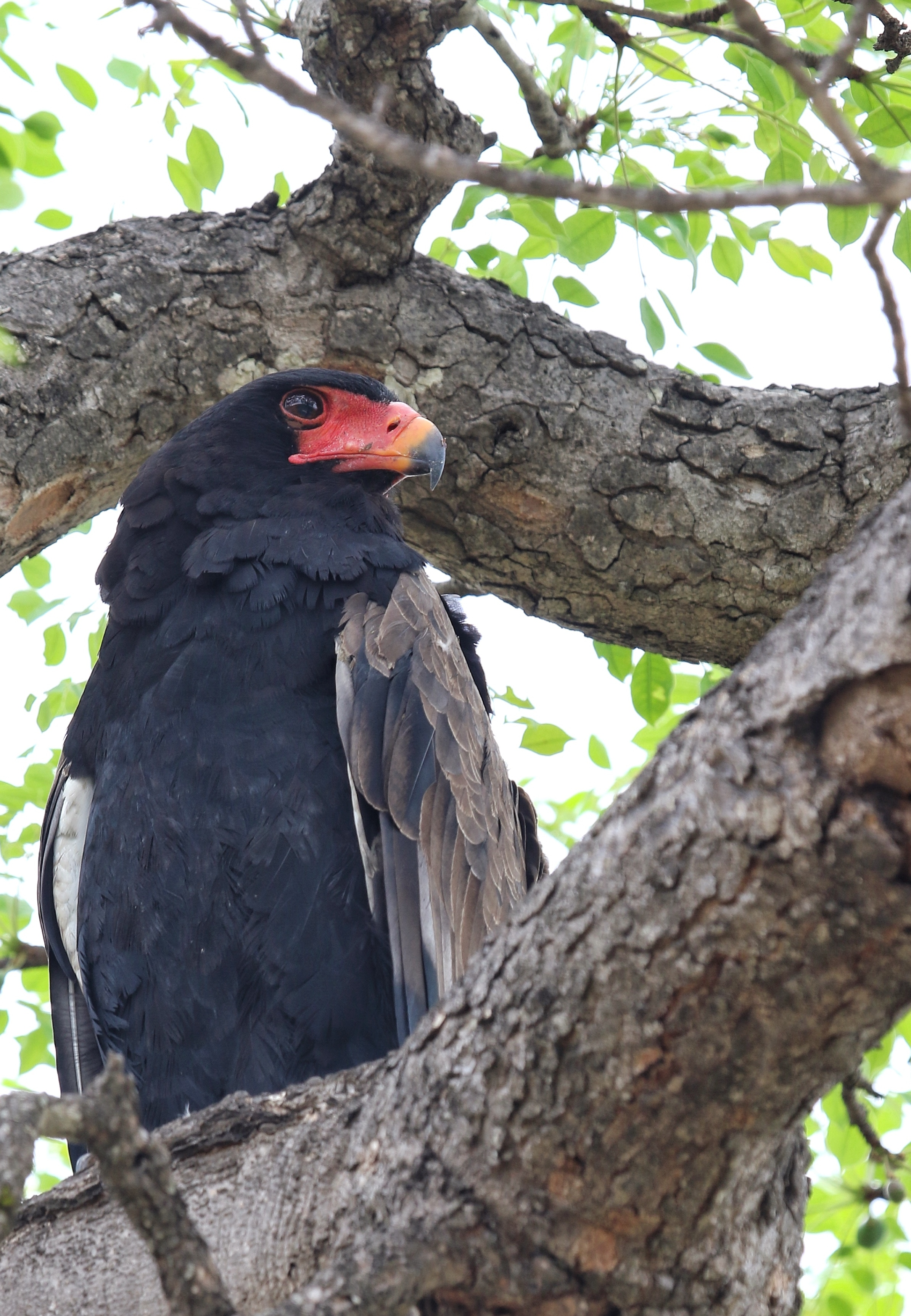
Prachtige fiere bedreigde roofvogel.

De bateleur, goochelaar, goochelarend of berghaan (Terathopius ecaudatus) is een havikachtige uit het geslacht Terathopius en tevens de enige soort uit dit geslacht.

## Kenmerken
Deze kleurrijke vogel heeft een zwarte romp en kop, een roodbruine rugmantel en een naakt, rood of oranje gelaat. Bij bateleur is een duidelijk verschil te zien tussen de vrouwtjes en mannetjes. Vrouwtjes hebben grijze schouders en witte, zwartgezoomde armpennen. De buitenste slagpennen van het mannetje zijn veel donkerder dan die van het vrouwtje. De vleugels zijn lang en puntig en de staart is kort. Een volwassen mannetje kan 60 tot 70 cm lang en 2 tot 3 kg zwaar worden en een spanwijdte van 175 cm bereiken. De vleugels zijn zwart, behalve de kastanjebruine rug en staart, grijze schouders en rood gezicht en poten.

## Leefwijze
De bateleur wordt ook in het Frans en Engels zo genoemd. Deze naam heeft de bateleur te danken aan zijn manier van vliegen. Bateleur betekent koorddanser. Net zoals een koorddanser die met zijn armen heen en weer gaat om zijn balans te vinden, beweegt deze roofvogel tijdens het vliegen zonder dat hij de vleugels beweegt. Deze vogel is vooral een aaseter, maar jaagt ook op kleine gewervelden en insecten. Bij het uitvliegen van termieten gaan ze er met grote groepen op af.

## Voortplanting
Het nestelen gebeurt in acacia's, waarbij één ei gelegd wordt. Dit ei komt na 42 tot 43 dagen uit, waarna nog 90 tot 125 dagen verstrijken voordat het jong kan vliegen. Bateleurs paren voor het leven en gebruiken nooit meerdere malen hetzelfde nest. Hoewel de meeste havikachtige roofvogels territoriaal zijn, leven de bateleurs in kleine groepen.

## Verspreiding en leefgebied
De bateleur komt voor in de savannes in een groot deel van Afrika ten zuiden van de Sahara tot aan Zuid-Afrika.

## Status
De grootte van de populatie is in 2001 geschat op enkele tienduizenden vogels. De indruk bestaat dat er een vrij snelle achteruitgang in aantal broedparen plaatsvindt door vernietiging van het leefgebied, vervuiling en bewuste verdelging van de roofvogel door het uitleggen van vergiftigd aas. Op de Rode lijst van de IUCN heeft deze soort daarom de status bedreigd.